# Gena Rowlands
Gena Rowlands, pseudonimo di Virginia Cathryn Rowlands (Madison, 19 giugno 1930 – Indian Wells, 14 agosto 2024), è stata un'attrice statunitense.
Nel corso della sua carriera fu candidata due volte al premio Oscar, nove al premio Emmy (vincendone quattro), e otto volte ai Golden Globe, vinti in due occasioni, nel 1975 e nel 1988. Ricevette l'Orso d'argento a Berlino nel 1977. Assieme a Melina Merkouri, Frances McDormand, Joanne Woodward, Julie Andrews, Elisabeth Bergner, Jean Simmons e Susan Sarandon fu una delle otto attrici che nella storia del cinema furono candidate al Premio Oscar per film diretti dai loro mariti o fidanzati. Nel 1999 Pedro Almodóvar dedicò a lei, Bette Davis e Romy Schneider il suo film Tutto su mia madre. Nel 2016 ricevette l'Oscar onorario alla carriera.

## Biografia

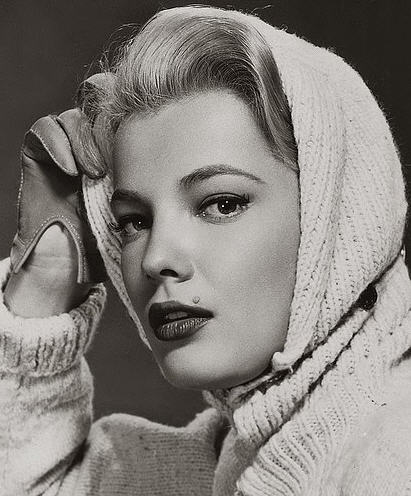
Gena Rowlands nel 1955

Figlia del deputato Edwin Myrwyn Rowlands e della casalinga Mary Allen Neal, nel 1939 si trasferì con la famiglia a Washington. Ancora giovanissima si spostò a New York dove seguì i corsi di recitazione all'Accademia americana di arti drammatiche. Terminati gli studi, iniziò a lavorare a Broadway e le varie esperienze teatrali la portarono a Hollywood, dove esordì con la pellicola L'alto prezzo dell'amore (1958) di José Ferrer. Negli anni successivi ottenne ruoli importanti in film di vario genere, tra cui Solo sotto le stelle (1962) di David Miller, L'investigatore (1967) di Gordon Douglas e Gli intoccabili (1969) di Giuliano Montaldo.

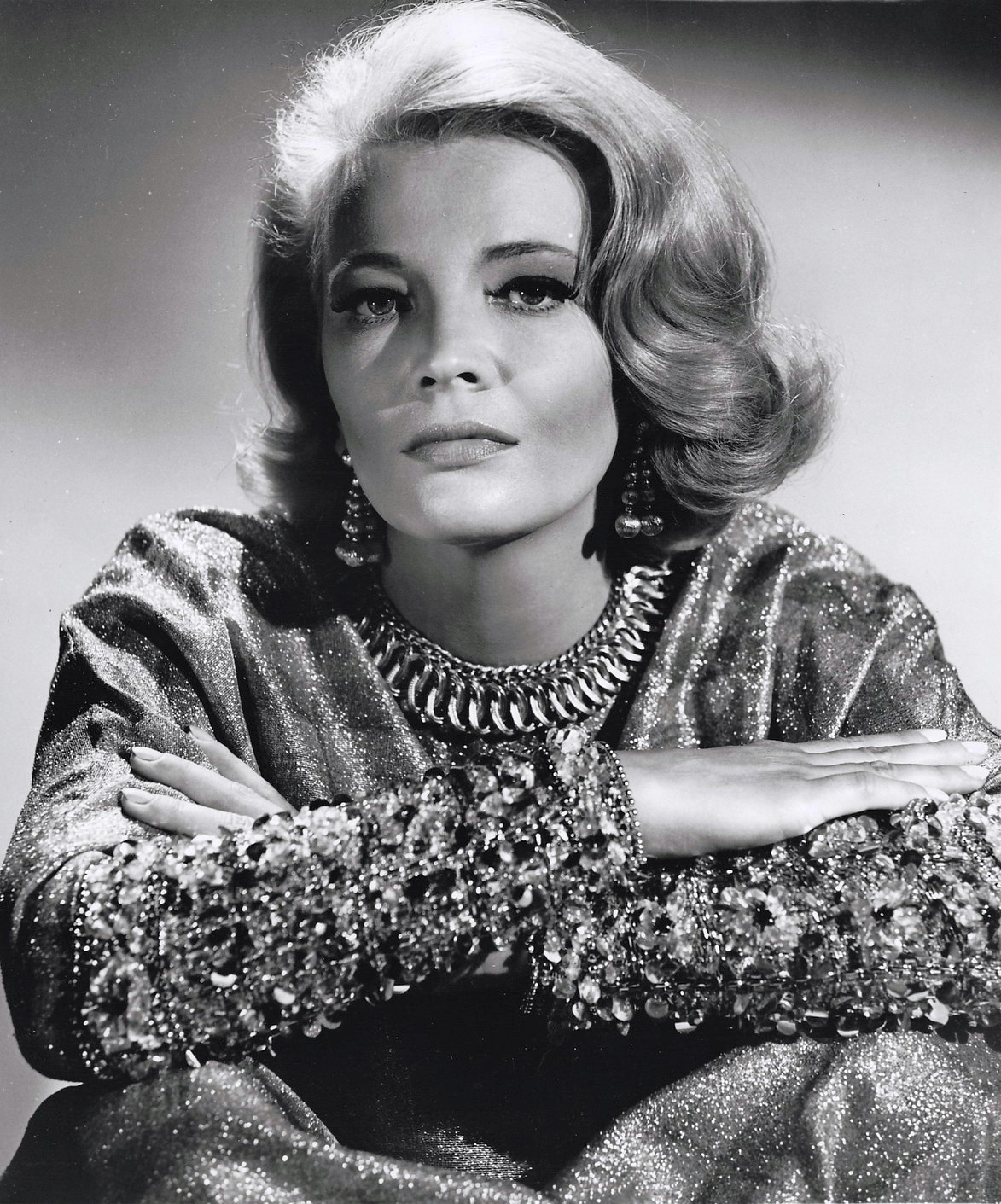
Gena Rowlands nel film L'investigatore (1967)

Nel 1954 sposò il regista e attore John Cassavetes (a cui rimase legata fino alla sua morte), conosciuto durante gli studi, e con lui iniziò un intenso sodalizio artistico che la portò a recitare in molti suoi film, a partire da Ombre (1959), per proseguire poi con Gli esclusi (1963), con protagonisti Burt Lancaster e Judy Garland, Volti (1968), Minnie and Moskowitz (1971), Una moglie, che le valse una candidatura al premio Oscar nel 1975, La sera della prima, che le fece vincere l'Orso d'argento al Festival di Berlino nel 1977, Gloria - Una notte d'estate, che le fruttò la seconda candidatura all'Oscar e la terza al Golden Globe nel 1981, e Love Streams - Scia d'amore (1984), per il quale venne premiata con un Nastro d'argento. Nel 1976 apparve nel thriller Panico nello stadio di Larry Peerce, con protagonisti Charlton Heston e lo stesso Cassavetes. Nel 1982 recitò ancora insieme al marito sotto la direzione di Paul Mazursky in La tempesta, moderno adattamento dell'omonima commedia shakespeariana. 
Nel 1987 lavorò con Paul Schrader, che la diresse in La luce del giorno, nel 1988 con Woody Allen nel film Un'altra donna, nel 1992 con Jim Jarmusch nel film a episodi Taxisti di notte, dove duettò con Winona Ryder nel primo segmento, e nel 1995 con Terence Davies, che le offrì il ruolo dell'eccentrica zia protagonista di Serenata alla luna, tratto dal primo dei due romanzi postumi di John Kennedy Toole, La bibbia al neon. Per il ruolo di Marion Post, la scrittrice protagonista del film di Allen, la Rowlands venne acclamata da più parti: Roger Ebert sottolineò il suo cambiamento rispetto al periodo con Cassavetes, una dimostrazione della duttilità e della continua evoluzione stilistica dell'attrice; la rivista Time Out definì la sua performance meravigliosa, con un apprezzamento all'intero cast; Film4 la definì sublime.
Molto attiva anche in televisione fin dal 1954, si distinse in particolare per le sue partecipazioni in L'abisso - Storia di una madre e di una figlia (1979) di Milton Katselas, dove ebbe come collega Bette Davis, e Una gelata precoce (1985) di John Erman, una delle prime produzioni sul tema dell'AIDS. Dopo essere stata premiata in altre due occasioni, nel 1987 per The Betty Ford Story e nel 1991 per Face of a Stranger, l'attrice conquistò il terzo Emmy nel 2003, con il film per la televisione Gli occhi della vita di Mira Nair, dove affiancò Uma Thurman e Juliette Lewis. Nel frattempo anche suo figlio Nick Cassavetes si affermò come regista, e la diresse per tre volte: nel 1996 in Una donna molto speciale, nel 1997 in She's So Lovely - Così carina e nel 2004 in Le pagine della nostra vita. 
Fra gli ultimi suoi ruoli vi furono quelli in film come Scherzi del cuore (1998) di Willard Carroll, con Sean Connery e Angelina Jolie, Ricominciare a vivere (1998) di Forest Whitaker, con Sandra Bullock, fino al thriller The Skeleton Key (2005) di Iain Softley, con Kate Hudson, e il drammatico Verso la fine del mondo (2014) di Brian Horiuchi, al fianco di Frank Langella. 
Nel 2016 ricevette il premio Oscar onorario alla carriera.
Gena Rowlands morì a Indian Wells il 14 agosto 2024 all'età di 94 anni per complicazioni della malattia di Alzheimer. Fu sepolta nel Westwood Village Memorial Park Cemetery di Los Angeles in California.

## Vita privata
Con John Cassavetes, che sposò il 9 aprile 1954, ebbe tre figli, Nick (1959), Xan (1965) e Zoe (1970), diventati tutti registi o attori. La coppia rimase unita fino alla morte di lui, avvenuta il 3 febbraio 1989 per una cirrosi epatica.
Nel 2012 l'attrice si risposò con Robert Forrest.

## Filmografia

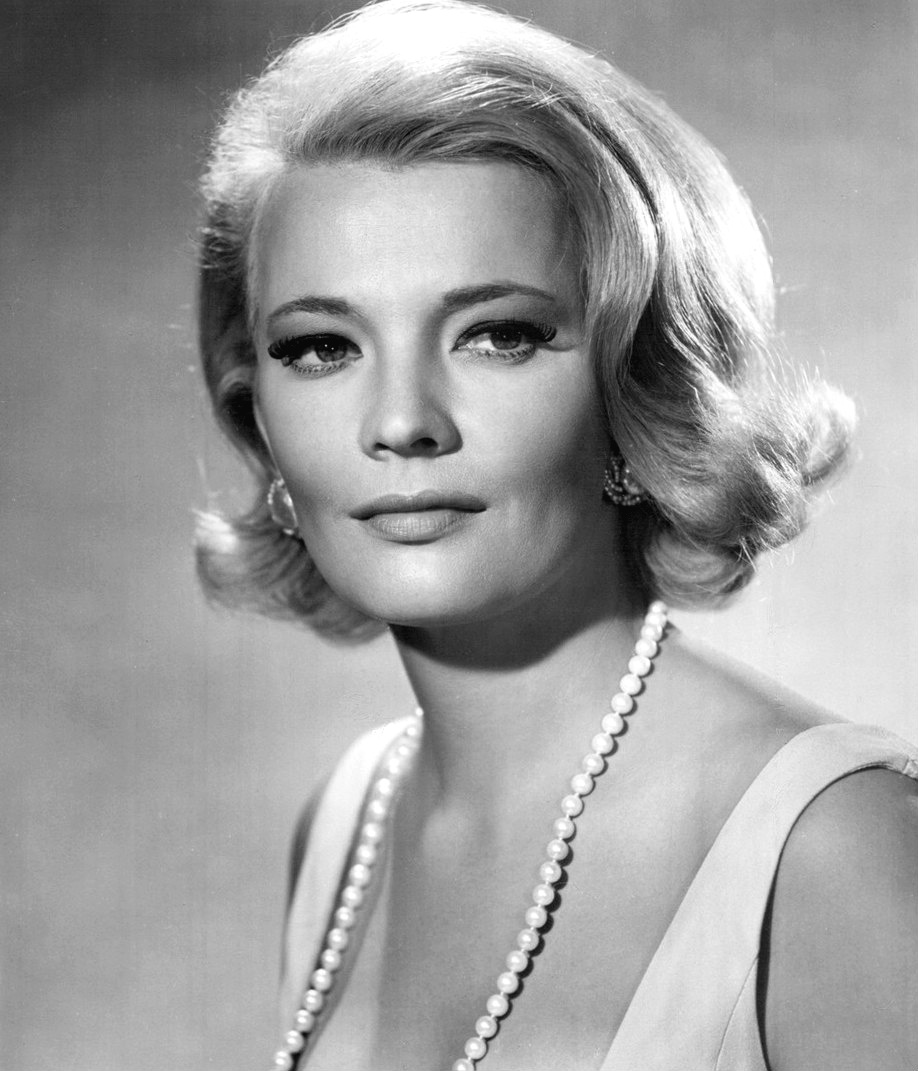
Gena Rowlands nel film L'investigatore

### Cinema
- L'alto prezzo dell'amore (The High Cost of Loving), regia di José Ferrer (1958)
- Ombre (Shadows), regia di John Cassavetes (1959)
- Solo sotto le stelle (Lonely Are the Brave), regia di David Miller (1962)
- La strada a spirale (The Spiral Road), regia di Robert Mulligan (1962)
- Gli esclusi (A Child Is Waiting), regia di John Cassavetes (1963)
- L'investigatore (Tony Rome), regia di Gordon Douglas (1967)
- Volti (Faces), regia di John Cassavetes (1968)
- Gli intoccabili, regia di Giuliano Montaldo (1969)
- Minnie and Moskowitz, regia di John Cassavetes (1971)
- Una moglie (A Woman Under the Influence), regia di John Cassavetes (1974)
- Panico nello stadio (Two-Minute Warning), regia di Larry Peerce (1976)
- La sera della prima (Opening Night), regia di John Cassavetes (1977)
- Pollice da scasso (The Brink's Job), regia di William Friedkin (1979)
- Gloria - Una notte d'estate (Gloria), regia di John Cassavetes (1980)
- La tempesta (Tempest), regia di Paul Mazursky (1982)
- Love Streams - Scia d'amore (Love Streams), regia di John Cassavetes (1984)
- La luce del giorno (Light of Day), regia di Paul Schrader (1987)
- Un'altra donna (Another Woman), regia di Woody Allen (1988)
- Ancora una volta (Once Around), regia di Lasse Hallström (1991)
- Taxisti di notte (Night on Earth), regia di Jim Jarmusch (1991)
- Ted & Venus, regia di Bud Cort (1991)
- Serenata alla luna (The Neon Bible), regia di Terence Davies (1995)
- Qualcosa di cui... sparlare (Something to Talk About), regia di Lasse Hallström (1995)
- Una donna molto speciale (Unhook the Stars), regia di Nick Cassavetes (1996)
- She's So Lovely - Così carina (She's So Lovely), regia di Nick Cassavetes (1997)
- Paulie - Il pappagallo che parlava troppo (Paulie), regia di John Roberts (1998)
- Ricominciare a vivere (Hope Floats), regia di Forest Whitaker (1998)
- Basta guardare il cielo (The Mighty), regia di Peter Chelsom (1998)
- Scherzi del cuore (Playing by Heart), regia di Willard Carroll (1998)
- Weekend (The Weekend), regia di Brian Skeet (1999)
- Identità violate (Taking Lives), regia di D.J. Caruso (2004)
- Le pagine della nostra vita (The Notebook), regia di Nick Cassavetes (2004)
- The Skeleton Key, regia di Iain Softley (2005)
- Paris, je t'aime, regia di Frédéric Auburtin (2005) - episodio "Quartier Latin"
- Broken English, regia di Zoe Cassavetes (2007)
- Olive, regia di Patrick Gilles e Hooman Khalili (2011)
- Yellow, regia di Nick Cassavetes (2012)
- Verso la fine del mondo (Parts Per Billion), regia di Brian Horiuchi (2014)
- Six Dance Lessons in Six Weeks, regia di Arthur Allan Seidelman (2014)
- Unfortunate Circumstances, regia di Troy Price – cortometraggio (2017)

### Televisione
- Top Secret – serie TV, un episodio (1954)
- The Way of the World – serie TV (1955)
- Robert Montgomery Presents – serie TV, un episodio (1955)
- Kraft Television Theatre – serie TV, un episodio (1955)
- Armstrong Circle Theatre – serie TV, un episodio (1955)
- Studio One – serie TV, un episodio (1955)
- Appointment with Adventure – serie TV, 2 episodi (1955)
- The United States Steel Hour – serie TV, un episodio (1955)
- Goodyear Television Playhouse – serie TV, 2 episodi (1955)
- General Electric Theater – serie TV, episodio 7x12 (1958)
- Laramie – serie TV, un episodio (1959)
- Johnny Staccato – serie TV, episodio 1x09 (1959)
- Markham – serie TV, un episodio (1959)
- Avventure lungo il fiume (Riverboat) – serie TV, un episodio (1959)
- Avventure in paradiso (Adventures in Paradise) – serie TV, episodio 1x28 (1960)
- Alfred Hitchcock presenta (Alfred Hitchcock Presents) – serie TV, episodio 6x02 (1960)
- The Tab Hunter Show – serie TV, un episodio (1960)
- The Islanders – serie TV, un episodio (1961)
- Corruptors (Target: The Corruptors) – serie TV, episodio 1x05 (1961)
- 87ª squadra (87th Precinct) – serie TV, 4 episodi (1961-1962)
- L'ora di Hitchcock (The Alfred Hitchcock Hour) – serie TV, 3 episodi (1962-1964)
- The Dick Powell Show – serie TV, episodio 2x15 (1963)
- The Lloyd Bridges Show – serie TV, un episodio (1963)
- Indirizzo permanente (77 Sunset Strip) – serie TV, episodio 5x25 (1963)
- Bonanza – serie TV, episodio 5x01 (1963)
- Il virginiano (The Virginian) – serie TV, episodio 2x03 (1963)
- Polvere di stelle (Bob Hope Presents the Chrysler Theatre) – serie TV, un episodio (1963)
- Breaking Point – serie TV, un episodio (1963)
- The Crisis – serie TV, 2 episodi (1963-1965)
- Il dottor Kildare (Dr. Kildare) – serie TV, un episodio (1964)
- La legge di Burke (Burke's Law) – serie TV, 2 episodi (1964)
- I giorni di Bryan (Run for Your Life) – serie TV, episodio 1x17 (1966)
- The Long, Hot Summer – serie TV, un episodio (1966)
- I sentieri del west (The Road West) – serie TV, episodio 1x16 (1967)
- Agenzia U.N.C.L.E. (The Girl from U.N.C.L.E.) – serie TV, un episodio (1967)
- Peyton Place – soap opera, 37 puntate (1967)
- Garrison Commando – serie TV, un episodio (1968)
- Medical Center – serie TV, un episodio (1971-1973)
- Ghost Story – serie TV, un episodio (1972)
- Marcus Welby (Marcus Welby M.D.) – serie TV, un episodio (1974)
- Colombo (Columbo) – serie TV, episodio 4x05 (1975)
- Una questione d'amore ( A Question of Love), regia di Jerry Thorpe – film TV (1978)
- L'abisso - Storia di una madre e di una figlia (Strangers - Story of a Mother and Doughter), regia di Milton Katselas – film TV (1979)
- Thursday's Child, regia di David Lowell Rich – film TV (1983)
- Nel regno delle fiabe (Shelley Duvall's Faerie Tale Theatre) – serie TV, episodio 2x02 (1983)
- Nederland C, regia di Guusje Prent, Michael Ventura e Guus van Waveren – film TV (1985)
- Una gelata precoce (An Early Frost), regia di John Erman – film TV (1985)
- All'ombra della Casa Bianca (The Betty Ford Story), regia di David Greene – film TV (1987)
- Montana, regia di William A. Graham – film TV (1990)
- Face of a Stranger, regia di Claudia Weill – film TV (1991)
- Pazze d'amore (Crazy in Love), regia di Martha Coolidge – film TV (1992)
- Silent Cries, regia di Anthony Page – film TV (1993)
- Parallel Lives, regia di Linda Yellen – film TV (1994)
- Best Friends for Life (Best Friends for Life), regia di Michael Switzer – film TV (1998)
- Amiche per sempre (Grace & Glorie), regia di Arthur Allan Seidelman – film TV (1998)
- Per amore di Jacey (The Color of Love: Jacey's Story), regia di Sheldon Larry – film TV (2000)
- Wild Iris, regia di Daniel Petrie – film TV (2001)
- Gli occhi della vita (Hysterical Blindness), regia di Mira Nair – film TV (2002)
- Se la vita fosse più facile (Charms for the Easy Life), regia di Joan Micklin Silver – film TV (2002)
- Gioventù ribelle (The incredible Mrs. Ritchie), regia di Paul Johansson – film TV (2003)
- Numb3rs – serie TV, un episodio (2006)
- L'ultimo compleanno (What If God Were the Sun?), regia di Stephen Tolkin – film TV (2007)
- Detective Monk (Monk) – serie TV, episodio 7x12 (2009)
- NCIS - Unità anticrimine (NCIS) – serie TV, episodio 7x16 (2010)
- Karin – serie TV, episodi 1x09-1x10 (2016-2017)

### Doppiaggio
- Persepolis, regia di Vincent Paronnaud e Marjane Satrapi (2007)

## Riconoscimenti
- Premio Oscar
  - 1974 – Candidatura alla miglior attrice per Una moglie
  - 1981 – Candidatura alla miglior attrice per Una notte d'estate (Gloria)
  - 2016 – Oscar onorario[3]

- Premio Emmy
  - Candidatura alla migliore attrice protagonista per Una gelata precoce
  - Migliore attrice protagonista per All'ombra della casa bianca
  - Migliore attrice protagonista per Face of a stranger
  - Candidatura alla migliore attrice protagonista per The Color of Love: Jacey's story
  - Candidatura alla migliore attrice protagonista per Wild Iris
  - Migliore attrice non protagonista per Gli occhi della vita
  - Migliore attrice protagonista per Gioventù ribelle
  - Candidatura alla migliore attrice protagonista per L'ultimo compleanno
  - Candidatura alla migliore guest star in Detective Monk

- Festival internazionale del cinema di Berlino
  - Orso d'argento per la migliore attrice per La sera della prima

- Golden Globe
  - Migliore attrice protagonista in un film drammatico per Una moglie
  - Candidatura come migliore attrice protagonista in un film drammatico per La sera della prima
  - Candidatura come migliore attrice protagonista in un film drammatico per Gloria - Una notte d'estate
  - Candidatura come migliore attrice in una miniserie o film per la televisione per Hallmark all of fame
  - Candidatura come migliore attrice in una miniserie o film per la televisione per Una gelata precoce
  - Migliore attrice in una miniserie o film per la televisione per All'ombra della Casa Bianca
  - Candidatura come migliore attrice non protagonista in una miniserie o film per la televisione per Pazze d'amore
  - Candidatura come migliore attrice non protagonista in una miniserie o film per la televisione per Gli occhi della vita

## Doppiatrici italiane
Nelle versioni in italiano delle opere in cui ha recitato, Gena Rowlands è stata doppiata da:
- Vittoria Febbi in Mariti, Pollice da scasso, Una moglie, Una notte d'estate (Gloria), La tempesta, Love Streams - Scia d'amore, Una gelata precoce, Ancora una volta, Qualcosa di cui... sparlare, She's So Lovely - Così carina, Amiche per sempre
- Ada Maria Serra Zanetti in La sera della prima, All'ombra della Casa Bianca, Una donna molto speciale, Ricominciare a vivere, Scherzi del cuore, Weekend, Identità violate
- Rita Savagnone in Gli intoccabili, Taxisti di notte, The Skeleton Key, L'ora di Hitchcock (ep. 1.11), Best Friends for Life, Per amore di Jacey
- Marzia Ubaldi in La luce del giorno, Un'altra donna, Pazze d'amore, Gli occhi della vita
- Fiorella Betti in L'alto prezzo dell'amore, Solo sotto le stelle, Panico nello stadio
- Melina Martello in Basta guardare il cielo, Le pagine della nostra vita, Colombo
- Maria Pia Di Meo in La strada a spirale, Gli esclusi
- Angiola Baggi in L'abisso - Storia di una madre e di una figlia, Montana
- Rosetta Calavetta in L'investigatore
- Noemi Gifuni in Se la vita fosse più facile
- Germana Dominici in Paulie - Il pappagallo che parlava troppo
- Patrizia Salmoiraghi in Gioventù ribelle
- Graziella Polesinanti in Detective Monk
- Aurora Cancian in NCIS - Unità anticrimine